# هيام حموي
هيام حموي، إعلامية سورية من مواليد مدينة حلب، في 4 كانون الأول 1946، لأبوين دمشقيين شاءت الظروف أن يستقر بهما المقام في حاضرة سوريا الشمالية، بسبب ظروف عمل والدها في سلك الشرطة.
اشتهرت بنبرة صوتها الدافئ عبر أثير عدد من أهم الإذاعات الدولية والسورية، وبعبارتها الأثيرة «وليحيا الراديوّ»، وبعد مضي ما يزيد على نصف قرن على بدء مشوارها المهني لا زالت على رأس عملها في إذاعة شام إف إم التي تبث من قلب العاصمة السورية دمشق.
من أهم الشخصيات التي تعتز حموي في أنها قابلتها وحاورتها هي الكاتب السوري عبد السلام العجيلي حيث لها معه العديد من اللقاءات والحوارات، ولقائها مع الشاعر نزار قباني، كما أجرت الحموي لقاء مع الفنانة الراحلة سعاد حسني والشاعر أحمد رامي إضافة على لقاءاتها مع كل من الفنان الراحل وديع الصافي وزياد الرحباني والملحن السوري ابراهيم جودت.

## المسيرة المهنية

### البداية
المرحلة الدراسية جرت وقائعها في مدرسة راهبات الفرنسيسكان في حلب حيث تفوقت دراسيا بالرغم من هشاشة صحية جعلتها تغيب عن مقاعد الدراسة على مدى سنتين في المرحلة الثانوية، استفادت خلالهما من قراءة عشرات بل مئات الكتب ما بين روايات وأدبيات عربية وعالمية، كانت تستعيرها استئجارا من مكتبة قريبة.
بعد حصولها على الشهادة الثانوية عام 1965، التحقت بكلية الآداب، قسم اللغة الفرنسية، بجامعة دمشق، نظرا لكونها حققت العلامة الكاملة في مادة الفرنسي، بالرغم من رغبتها الملحّة لدراسة العلوم السياسية أملا بالالتحاق فيما بعد بالسلك الدبلوماسي.
فرضت الظروف عليها مسيرة مختلفة، فقد دعتها الحاجة للبحث عن عمل بموازاة الدراسة، وفي العام 1968، نجحت في مسابقة لاختيار مذيعة في القسم الفرنسي بإذاعة دمشق، وكان هذا أول لقاء مع الميكرفون، في دائرة الإذاعات الأجنبية بالهيئة العامة للإذاعة والتلفزيون.
عند حصولها على ليسانس الآداب عام 1969، وكان ترتيبها الأول على الخريجين، تم اختيارها للإيفاد إلى جامعة السوربون بباريس بهدف العودة بشهادة دكتوراه والاختصاص بالتدريس الجامعي.
مرة أخرى تدخّل القدر وإذا بها تجد نفسها قد انضمت بمحض الصدفة كمذيعة باللغة العربية إلى القسم العربي من الإذاعة الفرنسية، كان ذلك في خريف عام 1970، فبينما كانت قد أنهت مناقشة رسالة الماجستير عن الشاعر الفرنسي بودلير، علمت من إحدى الصديقات أن «إذاعة باريس العربية»، التابعة لهيئة الإذاعة الفرنسية والموجهة إلى العالم العربي عبر الموجات القصيرة، بحاجة إلى أصوات، وبعد اختبار سريع تم القبول فورا.

### راديو مونت كارلو
بعد ذلك بفترة وجيزة، انطلق الحديث عن تأسيس إذاعة فرنسية ناطقة باللغة العربية باسم «راديو مونت كارلو»، ووقع الاختيار على الطالبة السورية المجتهدة لتكون مع الصوت الإذاعي البارز آنذاك، سناء منصور، أول من يسجّل الإعلان عن ميلاد الإذاعة الجديدة التي ما لبثت أن احتلت مكانة مرموقة في الفضاء الإعلامي الناطق بالعربية.
بعد تسوية وضع الإيفاد الدراسي مع الجهات المعنية، بدأت رحلة مهنية متميزة استطاعت خلالها تشكيل هوية إذاعية خاصة عززتها الإدارة المتمثلة بالإعلامي أنطوان نوفل، بحيث سمح بابتكار تجارب جديدة، وهنا، ابتكرت برنامج «بنك الصداقة» الذي جمع آلاف الشبان والشابات الراغبين بالتواصل عبر هواية المراسلة، وكان البرنامج حريصًا على تأكيد الاحترام بين مختلف الأطراف.
كان شعار البرنامج «البنك الذي لا يمكن أن يُشهر إفلاسه»... آلاف الرسائل كانت تصل من مختلف البلدان العربية شهريا... لكن بعد قرابة عشر سنوات اضطرت الإدارة إلى إيقاف البرنامج إذ لم يعد بالإمكان التعاطي مع تضخم عدد الرسائل الواردة إليه.
من البرامج الأخرى في تلك الفترة: «أغاني ومعاني» لترجمة نصوص الأغاني الفرنسية الكلاسيكية وكان بعضها عبارة عن نصوص أدبية في منتهى الجمال، ثم «يوميات مذيعة في باريس» فكان زمن الحوارات الإذاعية مع مختلف الشخصيات الأدبية والفنية، بالإضافة إلى عشرات الفقرات المنوعة والمسابقات التي يطول تعدادها.
في العام 1991، جاءت فرصة الحوار «الأعز» على القلب مع الشاعر الكبير نزار قباني الذي استقبل الميكروفون في منزله اللندني لتسجيل وقائع احتفاله باليوبيل الذهبي لاقترانه بقصيدة الشعر... تم تسجيل الحوار على مدى أربع ساعات، استرسل فيها الشاعر الكبير قبل أن يوافق على أن يذاع التسجيل على حلقات...
وتم بث الحلقات تحت عنوان «من أوراق نزار قباني» وكانت بمثابة برنامج الوداع على الأثير الذي استغرق قرابة عشرين عاما من الحب والجهد.

### إذاعة الشرق
16 مارس / آذار 1992، طُويَت صفحة هامة من المسيرة الإذاعية لتبدأ صفحة جديدة باتجاه مختلف، بعد قبول عرض من إذاعة الشرق من باريس التي كانت تبث للمهاجرين العرب في فرنسا وكانت تنوي الانفتاح على جمهور الشرق العربي.
من مزايا العمل في إذاعة الشرق أيضا أنها كانت تهتم بالعلاقات المتميزة مع سوريا، بحيث تم إرساء تقليد ممتع، ألا وهو تغطية فعاليات معرض دمشق الدولي عن طريق مجموعة من البرامج التي تُبث مباشرة في أماسي المعرض من داخل استوديو زجاجي تم إنشاؤه في وسط مدينة المعرض (الموقع القديم) على ضفاف بردى، ويستطيع زوار المعرض أن يشاهدوا مباشرة كل تفاصيل البث مع الضيوف، وقد لاقت هذه المبادرة نجاحا لا يوصف ولا يزال كثير من السوريين يذكرون بحنين غامر تفاصيل «الاستوديو الزجاجي» في المعرض.
من البرامج التي اشتهرت بها هيام في إذاعة الشرق برنامج «دردشة فوق السين» الذي استقبل عددًا لا يُحصى من المبدعين في شتى المجالات، وكذلك برنامج «ليل وأوضة منسية» المستوحى من عنوان الأغنية الفيروزية الشهيرة وفيه تكرّس الوعي بأهمية أرشيف الأصوات التي حفظتها التسجيلات العديدة وكيفية التعامل مع المادة الأرشيفية لتستعيد ألقها.
مشوار «إذاعة الشرق» استمر عشر سنوات، وانتهى باتفاق الطرفين على ضرورة الانفصال بعد ان اتسعت رقعة الخلاف في وجهات النظر بالنسبة لطبيعة دور الإعلام.

### إلى دمشق
مرت بضعة شهور، بدأتْ خلالها بالتدريب في بعض بلدان الخليج، أبو ظبي، دبي، الأردن، وكتابة مقالات لعدد من الصحف والمجلات، وكذلك مراسلة مواقع إلكترونية، وتسجيل صوت لأفلام وثائقية، وشيئا فشيئا بدأت يذوي الأمل في العودة إلى العشق الأكبر، أي الفن الإذاعي.
تقول هيام: "اتصل بي ذات يوم، صوت من دمشق يدعوني للانضمام إلى فريق عمل إذاعة خاصة يعتزم تأسيسها، كدت من شدة يأسي أن أرفض الدعوة لكن جذوة أمل في داخلي دعتني لخوض التجربة.
ولم أندم... بعد نقاشات طويلة حول طريقة العمل، تم الاتفاق مع الإعلامي الشاب سامر يوسف على الحضور إلى دمشق لافتتاح إذاعة «شام إف إم» بتاريخ مميز 7 / 7 / 2007، وكانت سعادتي لا توصف وأنا أقدم برنامجي الأول عند انطلاق البث الرسمي للإذاعة، وكان فيروزيا بامتياز، تماما كما أحب وأهوى.. وبدأ مشوار جديد أراده صاحب المشروع متميزا، وقد كرّمني باختياره لي وأسعدني بأنه منحني عمرا إذاعيا إضافيا سمح لي بأن أصل به حد الاحتفال بيوبيل ذهبي، وكان ذلك في العام 2018، وهو أمر يدهشني كلما فكرت بأني أتمتع بخصائص ليست بالضرورة هي الخصائص الشائعة عن العاملين بهذه المهنة، فأنا بطبعي شديدة الخجل، أبدو مسالمة ظاهريا لكن عند الاقتراب من قناعاتي المثالية أجدني غير قادرة على المهادنة، فأعجب عندما أجدني قد أتممت أكثر من نصف قرن في عشق الكلمة الصادقة والنغمة العذبة الراقية، وأجدني ممتنة للقدر الذي أخذني حيث يريد... وحيث كنت أريد دون أن أدري.